# 腦膜腦炎
脑膜脑炎（英語： /mɪˌnɪŋɡoʊɛnˌsɛfəˈlaɪtɪs, -ˌnɪndʒoʊ-, -ən-, -ˌkɛ-/ ）是一种兼具脑膜炎（脑膜的感染、发炎）和脑炎（脑的感染、发炎）特点的疾病。该疾病可能由原生動物、病毒和细菌病原体这几种生物造成。